# Marghera
 (octobre 2016).
Si vous disposez d'ouvrages ou d'articles de référence ou si vous connaissez des sites web de qualité traitant du thème abordé ici, merci de compléter l'article en donnant les références utiles à sa vérifiabilité et en les liant à la section « Notes et références ».
Marghera qui est aussi connu comme Venise Marghera ou Venise Porto Marghera, est une localité de « terre-ferme » de Venise, rattachée administrativement à son territoire depuis 1917. Marghera est depuis 2005 l'une des six municipalités subdivisant la commune de Venise. 
Située au nord-ouest de la lagune de Venise, son agglomération est contigüe de celle de la municipalité vénitienne de Mestre (celle-ci plus au nord, de l'autre côté de la voie ferrée Milan-Venise), et comporte une partie résidentielle et un port de commerce auquel est annexée une zone industrielle, l'une des plus importantes du genre en Italie. 

## Étymologie
Marghera trouve ses origines historiques dans la zone dite du "Botenicus", c’est-à-dire, dans le territoire concédé par décret impérial à la famille des Bottenigo, qui s’illustrèrent dans les diverses campagnes romaines. Le nom actuel dérive du dialecte vénitien «mar-ghe-gera» ou en italien “c'era il mare” (c’était la mer) ; ce qui découle de la transformation ambiantale des lais (barene en italien) formés par les alluvions du fleuve Brenta avant son détournement.

## Histoire du port
À la fin du XIXe siècle, Venise est incapable de devenir un centre industriel et un port du niveau de ceux de la Méditerranée.
En 1907 est émise une loi sur les ports qui, en 1917, permet l’expropriation d’un quart du territoire de Mestre au profit de la « Société du Port industriel de Venise » qui conduit à la création de port Marghera (dit aussi port de Mestre) avec un triple objectif :
- construire un port commercial ;
- construire un port industriel ;
- construire un nouveau quartier de « terre ferme » qui permet de limiter le surpeuplement du centre lagunaire.

L’implantation devient opérationnelle dans les années 1920-1930 et atteint son extension maximale dans les années 1960, tant du point de vue de l’activité productive que du développement démographique ; en attirant de nombreux habitants du centre et des communes voisines.
Durant la Seconde Guerre mondiale, le port devient un objectif pour les bombardements alliés qui bloquent les activités et réduisent les industries en un amas de décombres. Néanmoins, la production reprend dans les années 1950 et Marghera commence à devenir l'un des pôles industriels les plus connus du pays. L'une des premières productions fut les composants azotés, précurseurs de la production des fertilisants par la société « Agrimont » puis « Enichem Agricoltura ». Ce développement occasionne la naissance des nouveaux centres habités, comme Catene (6 000 habitants). 
Une des activités notables de Marghera est aussi la construction navale. Dès avant la fin de la Première Guerre mondiale et prévoyant une reprise après celle-ci du commerce maritime, le grand industriel Ernesto Breda y est le fondateur d'un chantier qui lance sa première unité en 1920. Plus tard le site est à l'entreprise Italcantieri, qui en 1984 est englobée dans le groupe italien Fincantieri. Y sont produits actuellement des navires de croisières.

## Le canal des pétroliers

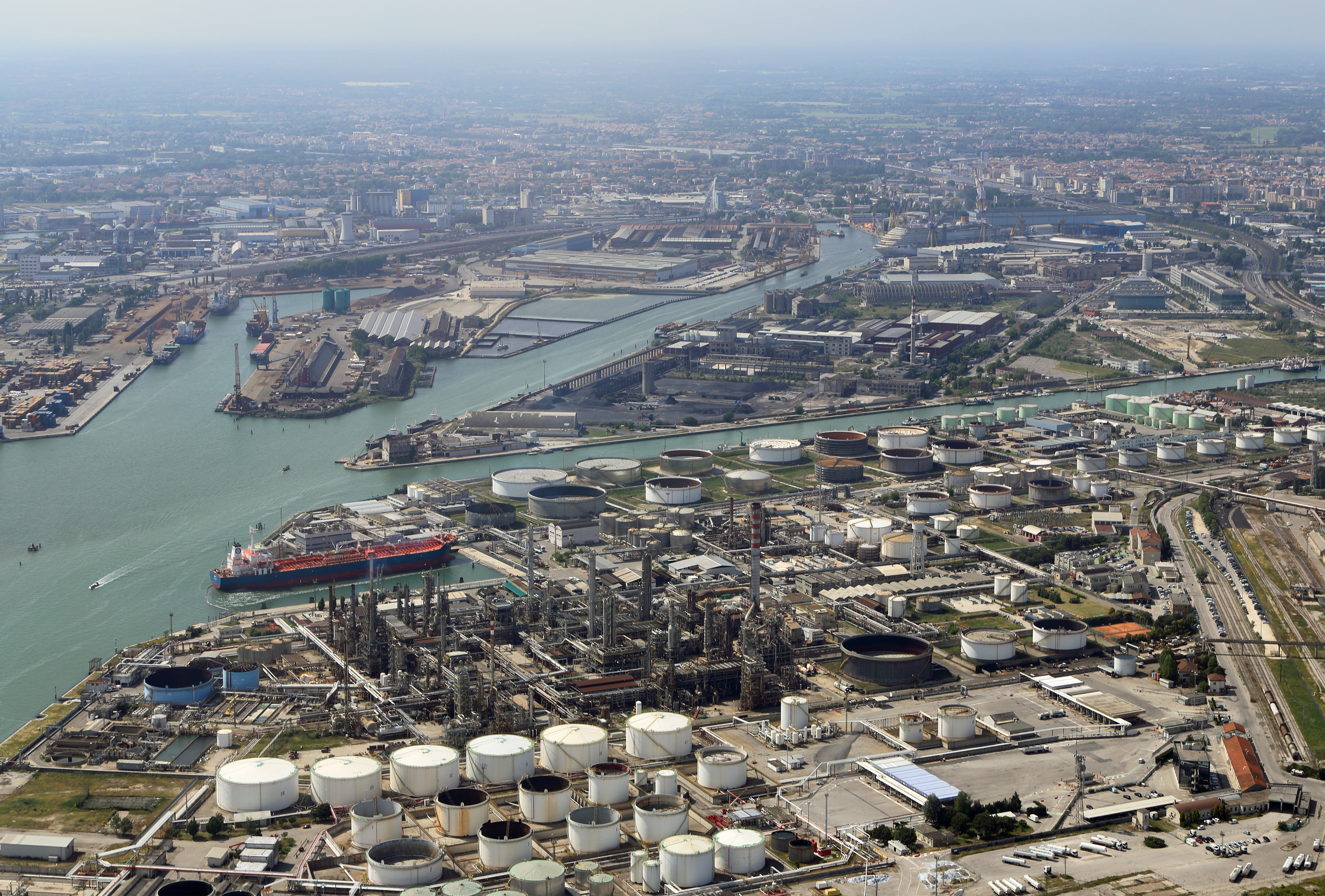
Une partie du port et de la zone industrielle de Marghera.

Les quelque 400 navires qui, chaque année, transportent plus de dix millions de tonnes de produits pétrolifères ont obligé le creusement d’un canal menant de la mer, par l’embouchure du port de Malamocco jusqu’à Marghera et Mestre. Le remblai, déversé sur les anciennes lais voisines, a permis de créer deux îles artificielles.
Une de ces îles, entourée par 45 km d'une ceinture de palplanches enfoncées à 17 m de profondeur, est un grand dépotoir de produits polluants sur lesquels on a déversé 2,5 millions de m3 de terre de dragage, qui atteint 9 mètres de hauteur dans certains endroits.

## Marghera aujourd’hui
Connu dans le passé comme le grand centre industriel et un des plus importants pôles chimiques européen ; ces dernières années, Marghera est en phase de transformation tant au niveau industriel qu'urbain.
La zone industrielle se tourne vers le futur avec une optique de développement plus respectueux de l'environnement , tout en sauvegardant l’emploi. Le quartier urbain évolue dans son état de quartier dortoir de Venise et Mestre avec l’objectif de devenir une « cité-jardin ».
Marghera compte aujourd’hui quelque 30 000 habitants et est divisé en plusieurs quartiers, entre lesquels Catene (6 000 hab), Cà Emiliani centre historique de la réalité urbaines, Cà Sabbioni pour les compétences territoriales et Malcontenta.

## Écologie
Le port de Marghera est, du point de vue écologique, le point noir de la lagune en présentant un potentiel important de risques de pollution et un danger permanent pour la population (présence d’hydro-carburants et produits chimiques). L’activité portuaire et industrielle a toujours été un frein aux différents projets de sauvegarde de la lagune, ainsi qu’au dernier projet (le système MOSE) en cours de réalisation.